# Suisse aux Jeux olympiques d'hiver de 2002
Cet article contient des informations sur la participation et les résultats de la Suisse aux Jeux olympiques d'hiver de 2002 à Salt Lake City aux États-Unis. Elle était représentée par 110 athlètes. Ils ont remporté onze médailles : trois d'or, deux d'argent et six de bronze, ce qui place la Suisse au 11e rang au tableau des médailles.

## Médailles
| Médaille                            | Nom                                                                                | Sport       | Compétition                   |
| ----------------------------------- | ---------------------------------------------------------------------------------- | ----------- | ----------------------------- |
| Médaille d'or, Jeux olympiques      | Simon Ammann                                                                       | Saut à ski  | Petit tremplin hommes         |
| Médaille d'or, Jeux olympiques      | Simon Ammann                                                                       | Saut à ski  | Grand tremplin hommes         |
| Médaille d'or, Jeux olympiques      | Philipp Schoch                                                                     | Snowboard   | Slalom géant parallèle hommes |
| Médaille d'argent, Jeux olympiques  | Steve Anderhub Christian Reich                                                     | Bobsleigh   | Bob à deux hommes             |
| Médaille d'argent, Jeux olympiques  | Laurence Bidaud Luzia Ebnöther Tanya Frei Mirjam Ott Nadia Röthlisberger           | Curling     | Femmes                        |
| Médaille de bronze, Jeux olympiques | Martin Annen Beat Hefti                                                            | Bobsleigh   | Bob à deux hommes             |
| Médaille de bronze, Jeux olympiques | Markus Eggler Damian Grichting Marco Ramstein Andreas Schwaller Christof Schwaller | Curling     | Hommes                        |
| Médaille de bronze, Jeux olympiques | Gregor Stähli                                                                      | Skeleton    | Hommes                        |
| Médaille de bronze, Jeux olympiques | Sonja Nef                                                                          | Ski alpin   | Slalom géant femmes           |
| Médaille de bronze, Jeux olympiques | Andrea Huber Laurence Rochat Brigitte Albrecht Loretan Natascia Leonardi Cortesi   | Ski de fond | Relais femmes 4x5 kilomètres  |
| Médaille de bronze, Jeux olympiques | Fabienne Reuteler                                                                  | Snowboard   | Halfpipe femmes               |